# Томбазис, Эммануил
Эммануил Томбазис ((греч. Εμμανουήλ Τομπάζης; 1784, Идра — 1831, Идра) — греческий морской капитан, видный деятель Греческой революции, назначенный временным правительством революционной Греции полномочным комиссаром на остров Крит, впоследствии политик и морской министр Греции.

## Биография
Эммануил Томбазис родился в 1784 году на острове Идра, в семье судовладельца Николаоса Томбазиса. Некоторые из кораблей Томбазисов запечатлел французский художник Антуан Ру (фр. Antoine Roux) во время их заходов в Марсель перед Греческой революцией 1821 года.

## Греческая революция

Флаг Идры во время Греческой революции в 1821 году

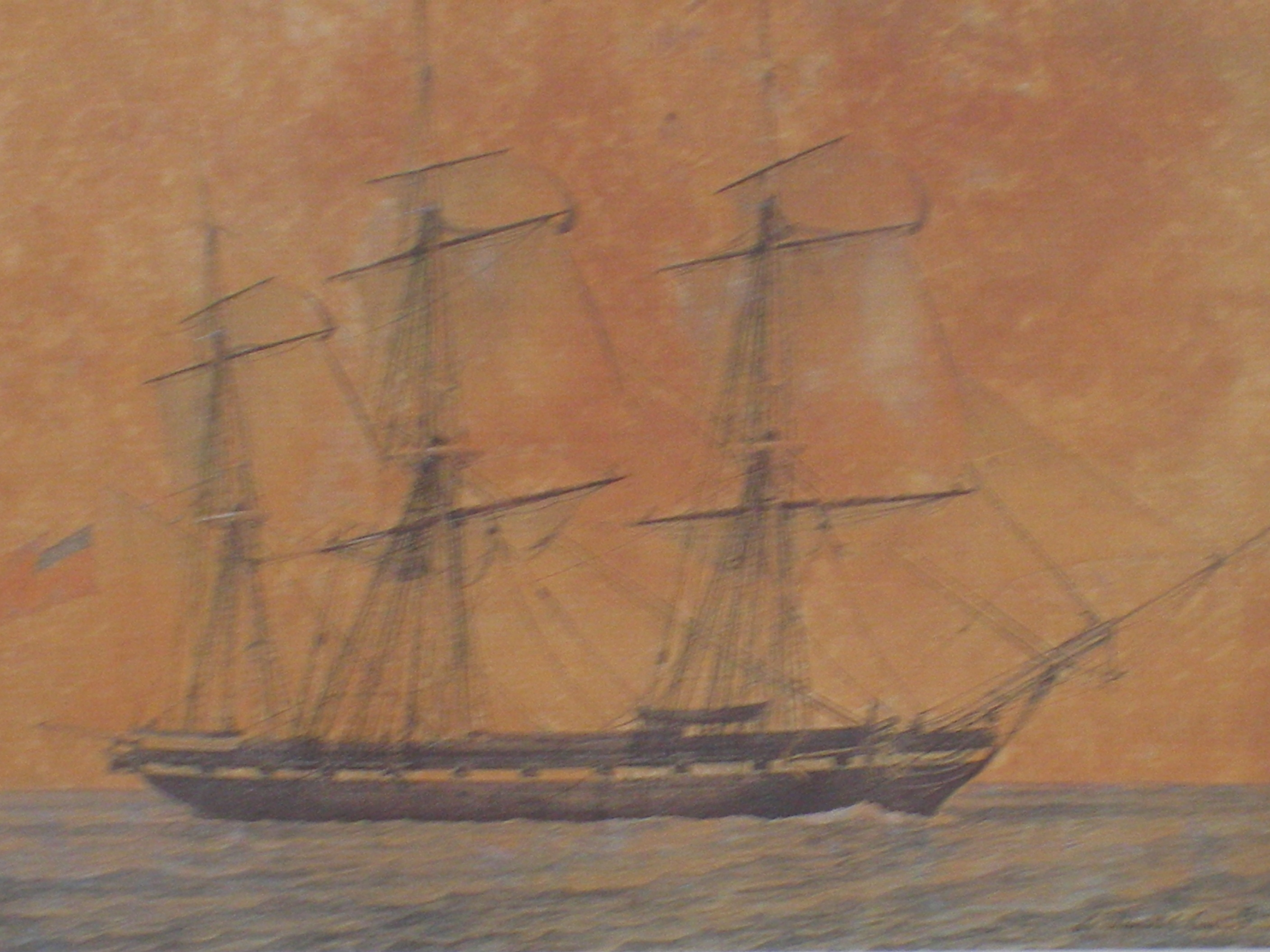
Художник Антуан Ру. Парусный корвет «Фемистоклис» в Марселе.

Томбазис, как и большинство судовладельцев Идры, с опаской и без особого энтузиазма, воспринял весть о начале Революции. Но 31 марта 1821 года экипажи кораблей, ведомые капитаном Антонисом Иконому взяли власть на острове и корабли Идры начали военные действия против осман:B-46.
Судовладельцы, в том числе Э.Томбазис, произвели 12 мая контрпереворот и вновь взяли власть в свои руки. А.Иконому бежал с острова:B-102.
Но Идра уже была вовлечена в войну. Старший брат Эммануила, Яковос, возглавил флот Идры, а по негласному рангу между островами, и объединённый флот островов Идра, Спеце и Псара. Парусный корвет Томбазисов, «Фемистоклис», стал флагманом объединённого флота:B-106.

## Крит

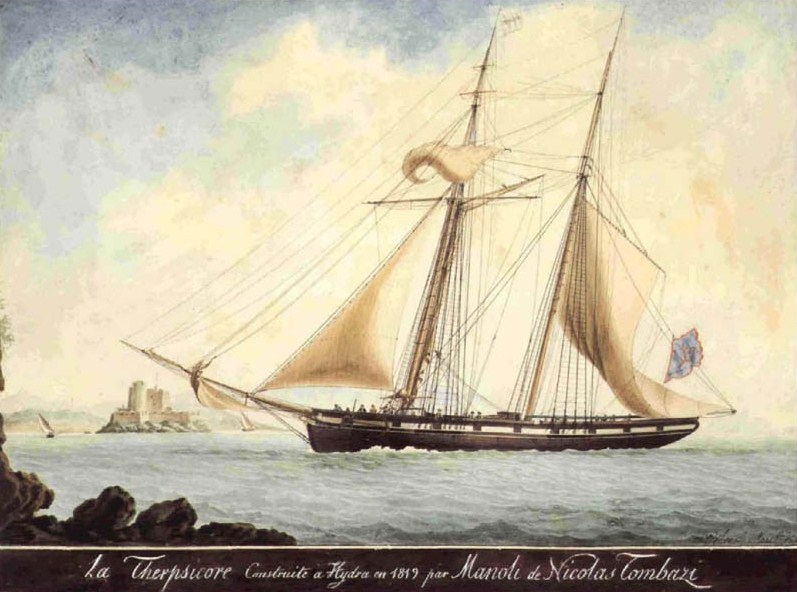
Художник Антуан Ру. Шхуна «Терпсихори» в Марселе в 1820 году.

В начале 1823 года временное правительство революционной Греции назначило Томбазиса «полномочным комиссаром» (αρμοστής) Крита. Задачей нового комиссара на Крите было объединить критян и возглавить военные действия, после неудавшейся миссии предыдущего комиссара, российского офицера и дипломата, рождённого в Нижнем Новгороде, грека Михаила Афендулиева. Томбазис вышел из Нафплиона к Криту 18 мая 1823 года на своей шхуне «Терпсихори». Кроме «Терпсихори», в возглавляемую им группу вооружённых торговых судов входили ещё 4 корабля, гружённых боеприпасами для критских повстанцев. На борту кораблей было также 1200 добровольцев с материковой и островной Греции, с 15 пушками, из которых 8 были даром греческой семьи из России Каллергисов. Командование «артиллерией» Томбазис поручил британскому морскому офицеру и филэллину Фрэнку Гастингсу:B-405. Тот прибыл на остров 21 мая 1823 года и подошёл к крепости Киссамос. Его прибытие дало новый толчок и надежды критским повстанцам. Турки крепости (3000 человек) сдались 25 мая, и Томбазис посадил их на корабли и отправил в Ханья:B-406.
5 июня Томбазис, во главе 5 тысяч повстанцев, предпринял поход против критских мусульман епархии Селино, считавшихся самыми храбрыми среди мусульман Крита. Селиниоты (1 тысяча ружей) с семьями засели в городке Канданос. Имея с собой только 2 пушки, Томбазис начал обстрел и постепенно сжимал кольцо осады. Селиниоты оборонялись 12 дней. Но под давлением повстанцев и чумы, которую им занесли египетские войска, начали переговоры. Их предложение уйти с оружием в руках Томбазис отклонил. Томбазису с трудом удалось уговорить критских повстанцев позволить селиниотам уйти в Ханья. Но критяне, не забывшие многолетние обиды мусульман, догнали арьергард селиниотов и учинили резню:B-407.
Тем временем Измаил Гибралтар, разрушивший в 1821 году город Галаксиди в Средней Греции, высадился в бухте Суда. Оставив 300 артиллеристов в крепости Ханья, Измаил Гиралтар направился к Ираклион, высадив здесь 3 тысячи турко-египтян под командованием албанца Хусейн-бея, приёмного сына правителя Египта, также албанца, Мухаммеда Али. Это было начало вторжения войск вассального османам Египта, после того как султан осознал, что только своими силами он не в состоянии справиться с восставшими греками. Многие греческие историки, в частности Пападопетракис, критикуют Томбазиса за то, что тот не мобилизовал все силы острова против нового врага и, вместо этого, созвал Собрание в Аркудена. Однако Димитрис Фотиадис оправдывает действия Томбазиса, которому было необходимо разрешить непрекращающиеся трения между горцами-сфакиотами и «равнинными» критянами, которые могли перерасти в междоусобицу. Успех Томбазиса на «Собрании» был поверхностным. Перед лицом вторжения турецко-египетских сил каждая группа островитян продолжала действовать независимо:B-408.
Томбазис предоставил командование сфакиоту Р. Вурдумбасу, которого в своё время отстранил от командования первый комиссар острова, Афендулиев. Но тот сумел собрать вокруг себя только 3 тысячи бойцов. Возглавляя эти малые силы, Вурдумбас и Томбазис заняли позиции в Гергери и Амургели, у подножия горы Ида. В сражении при Амургелес, 20 августа 1823 года, против 12 000 турко-египтян Хуссейна, повстанцы потерпели поражение, оставив на поле боя 150 человек убитыми. Сфакиоты отступили в свои горы. Томбазис отступил на юг острова, в Кали Лименес. Сев на свою «Терпсихори», Томбазис отправился на северо-запад острова, в крепость Киссамос, откуда в мае он начал свою Критскую кампанию.
Не встречая сопротивления, Хуссейн, со своими турко-египтянами, прошёл до подножия гор Лефка-Ори, сжигая и опустошая всё на своём пути.
Возвращаясь к Ираклиону, Хуссейн получил информацию о скрывавшемся в пещере Мелидони гражданском населении. Хуссейн осадил пещеру. Защищавшие гражданское население 30 вооружённых критян оказали сопротивление и сумели продержаться 3 месяца. В январе 1824 года турки пробили отверстие в пещеру и нагнали туда дыма. Её защитники и 370 женщин и детей предпочли смерть, нежели сдачу и рабство:B-410.
Между тем, 11 декабря 1823 года попытка 200 повстанцев овладеть крепостью на островке Грамвуса кончилась неудачей.
После этой неудачи Томбазис направился в Лутро (Ханья). Отсюда он отправил, на «Терпсихори», делегацию критян к правительству в Нафплионе, с деньгами и со своим письмом, в котором он просил выслать корабли флота «для спасения стольких тысяч душ»:B-411.
Пока делегация упрашивала правительство выслать корабли, Хуссейн, с 20 тысячами турко-египтян и местных мусульман, предпринял наступление на «сердце восстания», Сфакия. Около 30 тысяч гражданского населения забились в последнее убежище, узкое и длинное Самарийское ущелье. Немногим удалось, на лодках, перебраться на остров Гавдос в Ливийском море. Большинство осталось в ущелье, где люди десятками гибли от дождевых потоков, холода и голода.
Попытка Хуссейна войти в ущелье встретила сопротивление. Всего лишь 32 вооружённых критян, под командованием Хадзигеоргиса остановили Хуссейна. Все 33 пали до последнего. Но Хуссейн, переоценив это сопротивление, не стал входить в ущелье и направился в Лутро (Ханья). Сфакиоты, хранившие здесь свои боеприпасы, в последний момент, высадившись со своих кораблей, сумели взорвать все свои пороховые погреба. Часть беженцев была переправлена на кораблях в Пелопоннес. После этих событий, 18 апреля 1824 года, Томбазис оставил Крит, у некоторых историков «тайком» и вернулся на Идру:B-412.

## Снова на флоте
«Тепсихори» Томбазиса упоминается в рейде греческого флота на Метони 30 апреля 1825 года.

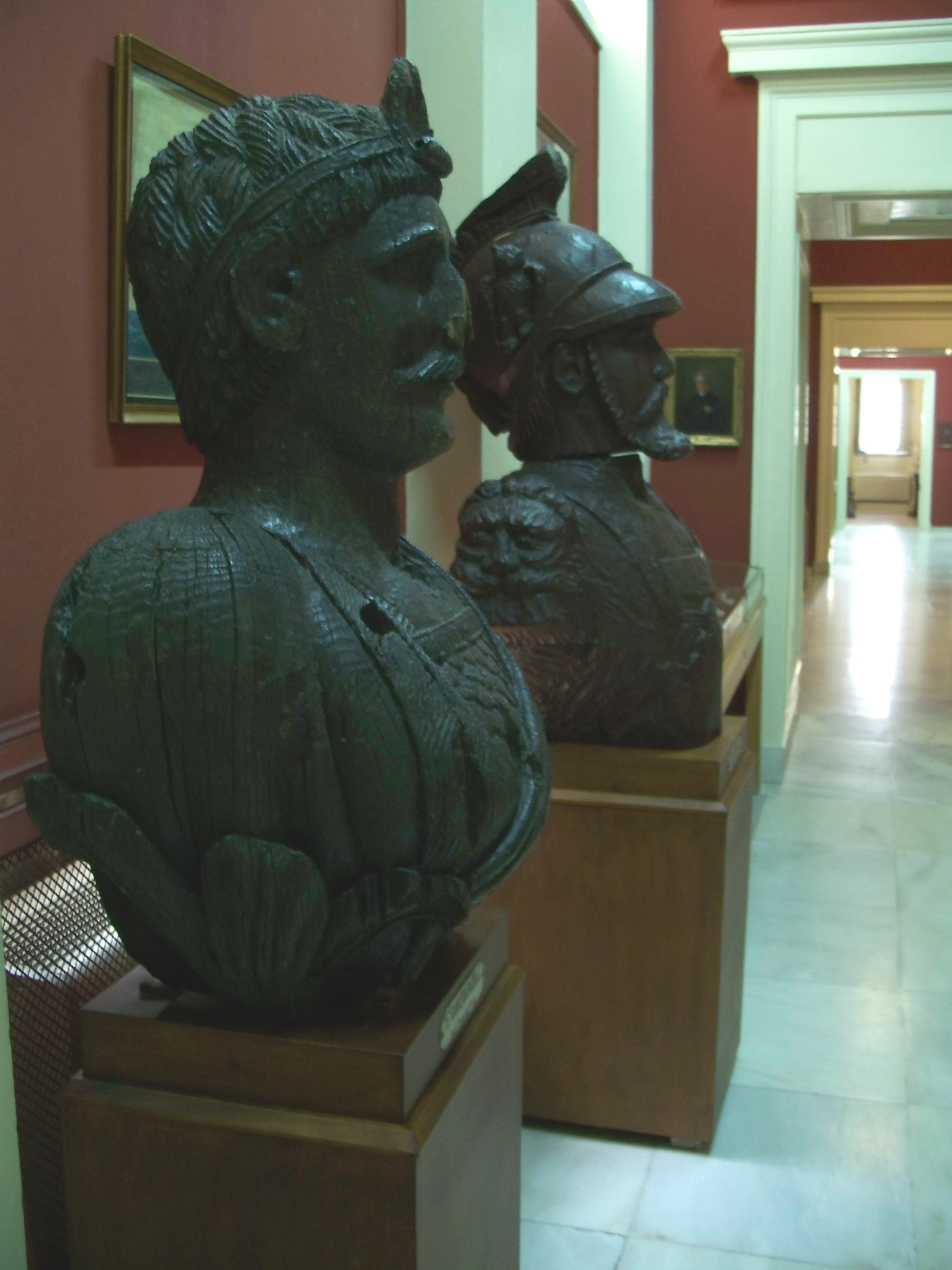
Гальюнная фигура «Фемистоклиса» справа. Национальный исторический музей ,Афины.

Как следствие широкомасштабного участия вассального османам Египта в войне против восставшей Греции, греческий флот совершил дерзкий рейд на Александрию, который возглавил Эммануил Томбазис. 22 июля 1825 года «Фемистоклис», под командованием Эммануила Томбазиса, «Эпаминондас» Криезиса и 3 брандера, которыми командовали капитаны Канарис, Вокос и Бутис направились к Египту. 29 июля флотилия подошла к Александрии. Из трёх капитанов брандеров лишь Канарис решился войти в порт. Бдительность вахтенного французского брига «Abeille», сыгравшего тревогу, спасла скученные в порту турецкие, египетские и европейские корабли. Французский консул Drovetti писал впоследствии: 150 европейских кораблей, из них 25 французских, чудом спаслись от ужасной катастрофы.
Предпринятая повстанцами в июле, одновременно с экспедицией в Египет, экспедиция к Криту имела ограниченный успех: Вышедшие из Монемвасии, на предоставленной Томбазисом «Терпсихори» и 13 маленьких каиках, 1200 повстанцев сумели, на этот раз, взять крепость на острове Грамвуса, а затем, в августе 1825 года, крепость Киссамос:Г-119.

## Политик
Томбазис представлял Идру на Первом Национальном собрании Эпидавра (1822), Втором Национальном собрании Астроса (1823), Третьем Национальном собрании Эпидавра (1826) и Четвёротом Национальном собрании Аргоса (1829).
В 1828 году он Иоанном Каподистрия был назначен морским министром («директором морских дел»), вместе с Франком Хэстингсом:Δ-64, но вскоре подал в отставку после разногласий с политикой Каподистрии.
В 1829 году Томбазис отклонил предложение Каподистрии стать сенатором:260.
В 1831 году Томбазис стал членом Конституционного комитета Идры который взял на себя правление островом и порвал всякие отношения с правительством Каподистрии. Наряду с Томбазисом в Комитет входили Г. Кунтуриотис Миаулис Андреас-Вокос, Криезис и несколько других судовладельцев острова:277. Действия комитета привели к захвату, а затем к сожжению фрегата «Эллада» и потоплению корвета «Идра».
В том же 1831 году Томбазис умер на своём родном острове.

## Семья
Эммануил Томбазис был женат на Ксанти Д. Сахини с которой у него был один сын Николаос (1815—1896). Его внуком был промышленник и политик Яковос Н. Томбазис.